# HOCPCA
3-ヒドロキシ-1-シクロペンテンカルボン酸（英語: 3-hydroxycyclopent-1-enecarboxylic acid、HOCPCA）は、GHB受容体に対する親和性がγ-ヒドロキシ酪酸 (GHB) の39倍ある化合物である。